# Ngero jezici
Ngero jezici, skupina austronezijskih jezika iz Papue Nove Gvineje, koji čine dio šire skupine Ngero-Vitiaz. 
Sastoji se od dvije podskupine, tuam, koja obuhvaća dva jezika u provinciji Morobe, s preko 4,200 govornika i bariai s četiri jezika i 10,600 govornika u provinciji Zapadna Nova Britanija.

## Klasifikacija
Austronezijski jezici
Malajsko-polinezijski jezici
centralni-istočni malajsko-polinezijski jezici
Istočni malajsko-polinezijski jezici
Oceanijski jezici
Zapadnooceanijski jezici
sjevernonovogvinejski jezici
Ngero-Vitiaz jezici
Ngero jezici: Bariai (4) jezika; Tuam (2) jezika.

## Vanjske poveznice
- Ethnologue (14th)
- Ethnologue (15th)